# Gustav Matthias von Lambsdorff
Gustav Matthias Jakob von der Lambsdorff, ros. Матвей Иванович Ламздорф, (ur. 3 września?/14 września 1745 w Sankt Petersburgu, zm. 22 listopada?/4 grudnia 1828 w Bresilgen) – wojskowy Imperium Rosyjskiego, gubernator kurlandzki, wychowawca synów cesarza i członek Rady Państwa.

## Życiorys[a]
Był z pochodzenia Niemcem bałtyckim, z rodu kurlandzkiego rycerstwa. Urodził się 3 września?/14 września 1745 roku w Sankt Petersburgu. Służbę wojskową rozpoczął w Saksonii, gdzie w 1763 uzyskał stopień podporucznika. Do Imperium Rosyjskiego powrócił 28 września 1764. Brał udział w wojnie rosyjsko-tureckiej (1768–1774). Od 10 lutego 1768 pełnił funkcję adiutanta przy generale-majorze Nikołaju Iwanowiczu Sałtykowie, wraz z którym w latach 1770–1773 odbył podróż po europejskich uzdrowiskach. Zaraz po powrocie do Rosji awansowany na premier-majora (VIII klasa wojskowa w tabeli rang), a następnie na podpułkownika (VII klasa w piechocie). Rozpoczął on wtedy służbę w Pułku Kirasjerów Kazańskich, którego dowódcą został w 1782. Od 1784 do 1794 pełnił służbę jako kawaler cesarzewicza Konstantego. W tym czasie dwukrotnie awansował – 23 czerwca 1784 został pułkownikiem (VI klasa wojskowa), zaś w 1792 generałem-majorem (IV klasa wojskowa).
17 października 1795 mianowany przez Katarzynę II namiestnikiem kurlandzkim. Funkcja ta przeszła naturalnie w urząd gubernatora kurlandzkiego 28 stycznia 1796, kiedy to dawne Księstwo Kurlandii i Semigalii zostało przemianowane na gubernię kurlandzką. W czasie sprawowania urzędu otrzymał zadanie przygotowania dla przebywającego na wygnaniu Ludwika XVIII rezydencji w pałacu Bironów w Mitawie. Innym powierzonym mu obowiązkiem było przeprowadzenie rewizji ludności w nowym nabytku imperium. W swym raporcie z 1797 zwrócił uwagę na problem ludności żydowskiej, której z racji braku stałego miejsca zamieszkania i zatrudnienia, nie można było skutecznie objąć rekrutacją wojskową i opodatkowaniem. Sprawą na jego prośbę zajął się Senat Rządzący i Ekspedycja Gospodarki Państwowej, Opieki nad Cudzoziemcami i Gospodarki Wiejskiej. Jako gubernator otrzymał on 7 stycznia 1797 cywilną rangę rzeczywistego radcy stanu (IV klasa cywilna), którą już 5 kwietnia tegoż roku podniesiono do tajnego radcy (III ranga cywilna). Podał się do dymisji 4 listopada 1798, zaś pięć dni później zastąpił go Karl Wilhelm Heinrich von Driesen.
Do wojska powrócił 22 marca 1799, kiedy to w randze generała-lejtnanta (III klasa wojskowa) stanął na czele Cesarskiego Lądowego Korpusu Kadetów. Awansował na generała piechoty (II klasa wojskowa) 6 września 1810. Ze stanowiska w korpusie odszedł 23 listopada 1800. Jego nowym zadaniem było wychowanie synów cesarza Pawła I – Michała i Mikołaja. Wraz z Mikołajem odwiedził w 1816 Berlin, gdzie odbyły się zaręczyny następcy tronu. W wychowaniu carewiczów głównym celem von Lambsdorffa było wykorzenienie ich zainteresowania służbą wojskową. Stosował ścisły rygor. Wielcy książęta nie mogli bez pozwolenia wstać, usiąść, odezwać się lub bawić się. Von Lambsdorf bił ich linijką i wyciorem karabinu, ściskał za gardło lub ciskał nimi o ścianę. O stosowanych przez von Lambsdorffa metodach wychowawczych świadczy wypowiedź Mikołaja:

Hrabia Lamsdorff budził w nas jedynie uczucie strachu; strachu tak wielkiego i takiego przekonania o swojej wszechmocy, że naszą matkę uważaliśmy za mniej ważną osobę.

5 kwietnia 1797 został odznaczony Orderem Świętej Anny, w 1801 Orderem Świętego Aleksandra Newskiego, w 1809 Orderem Świętego Włodzimierza I klasy, w 1813 Orderem Świętego Andrzeja Apostoła Pierwszego Powołania a w 1816 pruskim Orderem Orła Czarnego.
W 1817 został mianowany hrabią, wtedy też zakończył swe zadanie i udał się do Kurlandii. Na miejscu brał udział w pracach komisji, której zadaniem było dostosowanie estońskiego prawa chłopskiego do warunków kurlandzkich. 31 października 1821 wszedł w skład Rady Państwa. Zmarł 22 listopada?/4 grudnia 1828 roku w swej posiadłości Bresilgen na terenie guberni kurlandzkiej.

## Rodzina

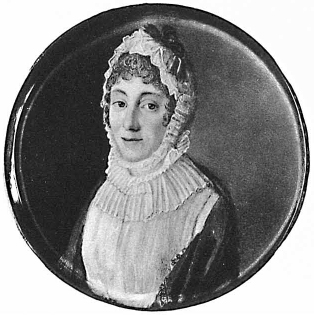
Anna Maria z domu Boethlingk.

20 sierpnia?/31 sierpnia 1780 roku ożenił się z młodszą o 18 lat Anną Marią Boethlingk, córką Levina Fabiana Boethlingka – kupca i bankiera petersburskiego. Mieli pewną liczbę córek, z których jedna – urodzona w 1788 Zofia – poślubiła syna następcy Lambsdorffa na stanowisku gubernatora kurlandzkiego von Driesena.